# Carlos Filipe Ximenes Belo
Carlos Filipe Ximenes Belo (Wailakama, 3 febbraio 1948) è un vescovo cattolico est-timorese.

## Biografia
Nato a Wailakama il 3 febbraio 1948, ha fatto la solenne professione di fede, entrando nell'ordine salesiano il 21 settembre 1973. Ordinato sacerdote salesiano il 26 luglio 1980, il 21 marzo 1988 è eletto vescovo titolare di Lorium e amministratore apostolico di Dili.
Insieme a José Ramos Horta ha ricevuto il Premio Nobel per la pace nel 1996 per il lavoro svolto in favore della riappacificazione a Timor Est.
Monsignor Ximenes Belo si è ritirato nel 2002 per gravi problemi di salute, in Portogallo.
Nel 2004, si fece insistentemente il suo nome come candidato alla presidenza della Repubblica di Timor Est. Ma, nel maggio del 2004, dichiarò pubblicamente alla RTP, televisione di stato portoghese:
(Carlos Filipe Ximenes Belo)
Dopo che la sua salute si ristabilì, accettò l'invito della Santa Sede di una missione nell'arcidiocesi di Maputo, Mozambico, come membro della Congregazione Salesiana in quello stato.

## Genealogia episcopale
La genealogia episcopale è:
- Cardinale Scipione Rebiba
- Cardinale Giulio Antonio Santori
- Cardinale Girolamo Bernerio, O.P.
- Arcivescovo Galeazzo Sanvitale
- Cardinale Ludovico Ludovisi
- Cardinale Luigi Caetani
- Cardinale Ulderico Carpegna
- Cardinale Paluzzo Paluzzi Altieri degli Albertoni
- Papa Benedetto XIII
- Papa Benedetto XIV
- Papa Clemente XIII
- Cardinale Marcantonio Colonna
- Cardinale Giacinto Sigismondo Gerdil, B.
- Cardinale Giulio Maria della Somaglia
- Cardinale Carlo Odescalchi, S.I.
- Cardinale Costantino Patrizi Naro
- Cardinale Lucido Maria Parocchi
- Papa Pio X
- Papa Benedetto XV
- Papa Pio XII
- Cardinale Eugène Tisserant
- Papa Paolo VI
- Cardinale Agostino Casaroli
- Arcivescovo Francesco Canalini
- Vescovo Carlos Filipe Ximenes Belo, S.D.B.